# Eureka Roadhouse
Eureka Roadhouse ist ein Ort und ein census-designated place (CDP) im Matanuska-Susitna Borough in Alaska in den Vereinigten Staaten. Das U.S. Census Bureau hatte bei der Volkszählung 2020 eine Einwohnerzahl von 24 ermittelt.

## Geographie
Eureka Roadhouse befindet sich am Glenn Highway (Alaska Route 1) 165 km nordöstlich von Anchorage. Etwa 30 Kilometer des Glenn Highways verlaufen entlang der Grenze oder innerhalb des CDP-Gebietes. Im Westen grenzt das CDP an das Glacier View CDP, im Osten an das Mendeltna CDP und das Nelchina CDP.
Eureka Roadhouse liegt auf einer Höhe von 1002 m nahe der Wasserscheide zwischen dem Matanuska River, der zum Cook Inlet fließt, und dem Nelchina River, ein Zufluss des Copper River. Im Norden erheben sich die Berge der Talkeetna Mountains, im Süden die der Chugach Mountains.

## Geschichte
Das Eureka Roadhouse wurde um das Jahr 1936 am Eureka Summit entlang einem Pfad errichtet, der Anchorage mit der Valdez-Fairbanks-Straße bei Glennallen verband. 1945 wurde entlang dieser Strecke der Glenn Highway gebaut. Ein größeres Gebäude wurde neben dem ursprünglichen und immer noch erhaltenen Rasthaus errichtet, die heutige „Eureka Lodge“ mit Tankstelle. Der Ortsname wurde 1951 vom U.S. Geological Survey (USGS) publiziert. Der Name leitet sich vom Eureka Creek ab, ein Bach, der den nahen Tahneta Lake zum Nelchina River hin entwässert. Offenbar erschien Eureka Roadhouse erstmals beim Zensus 2010. Parallel zur Fernstraße gibt es die Schotterpiste eines Flugplatzes, der offenbar nicht mehr in Betrieb ist. Entlang der Fernstraße gibt es mehrere Parkplätze und Unterkünfte (Cabins und ein RV Park für Wohnmobile).

## Demographie
Zum Zeitpunkt der Volkszählung im Jahre 2020 (U.S. Census 2020) hatte Eureka Roadhouse 24 Einwohner auf einer Landfläche von 481,17 km². Von den Einwohnern waren 19 Weiße sowie 2 amerikanisch-indianischer Abstammung. Beim Zensus 2010 wurden 29 Einwohner gezählt.